# Winzenburg
Winzenburg ist ein Ortsteil der Gemeinde Freden (Leine) im Landkreis Hildesheim in Niedersachsen.

## Geografie

### Geografische Lage
Winzenburg liegt nördlich von Bad Gandersheim zwischen dem Höhenzug Sackwald und dem Fluss Leine. Am Fuße des Berges der Burg Winzenburg befinden sich die Apenteichquellen mit den Apenteichen. Sie leiten das Wasser im Winzenburger Bach in die Leine ab.

### Ortsgliederung
Folgende Orte gehören zu Winzenburg:
- Winzenburg
- Westerberg
- Klump
- Schildhorst

## Geschichte

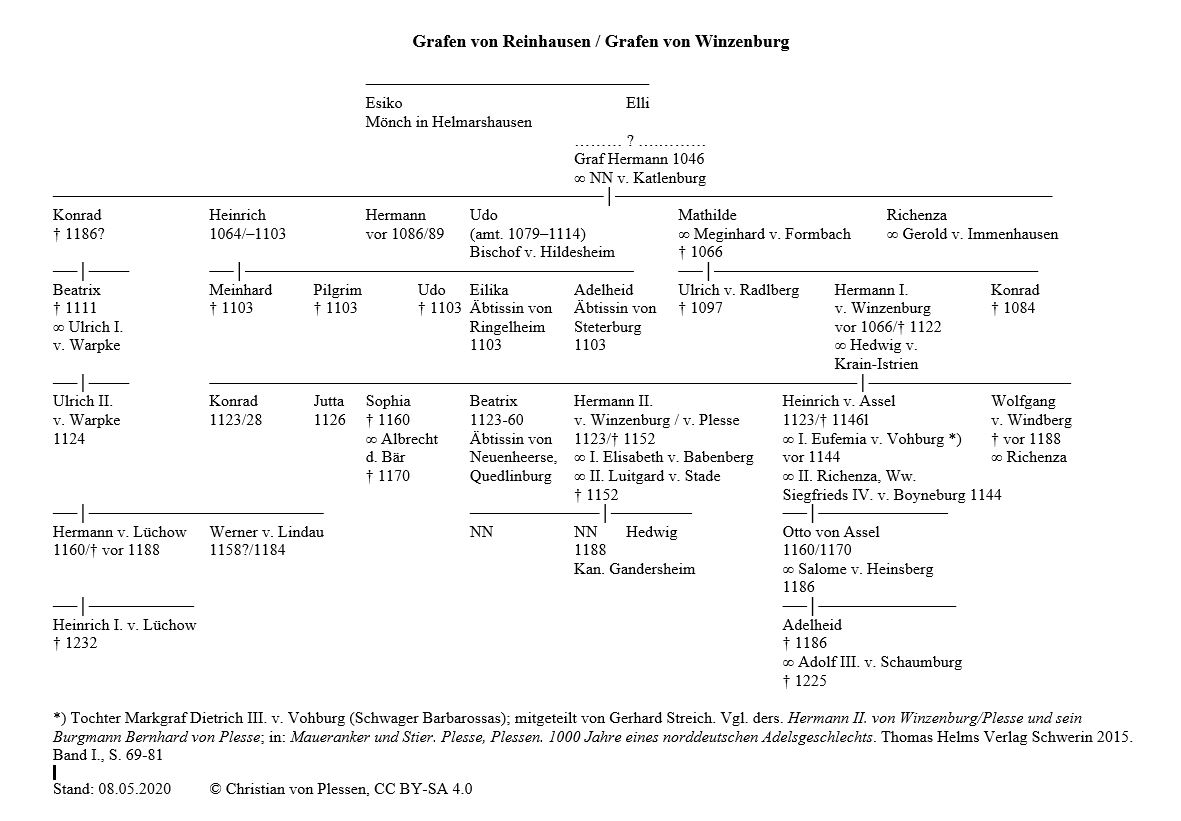
Stammtafel: Grafen von Reinhausen/Winzenburg

An der Stelle des im 16. Jahrhundert wüst gefallenen Dorfes Hasekenhausen, dem Bischof Bernhard 1140 eine Kapelle erlaubt hatte, entstand wenig später unter Herzog Julius eine Domäne. Sie wurde nach der benachbarten Burg Winzenburg benannt und daraus entwickelte sich die gleichnamige Siedlung.

### Einwohnerentwicklung
Zu Beginn des 20. Jahrhunderts wohnten in Winzenburg, Klump, Schildhorst und Westerberg zusammen 750 Menschen.

### Eingemeindungen
Am 1. Juli 1965 wurde aus den damaligen Gemeinden Everode, Meimerhausen, Freden (Leine), Winzenburg, Eyershausen, Ohlenrode und Wetteborn die Samtgemeinde Freden gebildet.
Am 1. März 1974 schlossen sich die Gemeinden Winzenburg, Westerberg, Klump und Schildhorst zur Gemeinde Winzenburg zusammen. Diese wiederum wurde am 1. November 2016 nach Freden (Leine) eingegliedert, die Samtgemeinde Freden (Leine) wurde aufgelöst.

## Politik

### Ortsrat
Der Ortsrat, der den Ortsteil Winzenburg vertritt, setzt sich aus fünf Mitgliedern zusammen. Die Ratsmitglieder werden durch eine Kommunalwahl für jeweils fünf Jahre gewählt.
Bei der Kommunalwahl 2021 ergab sich folgende Sitzverteilung:
| Ortsrat 2021Insgesamt 5 Sitze - SPD: 2 - WGF: 1 - CDU: 2 |

### Ortsbürgermeister
Der Ortsbürgermeister von Winzenburg ist Andreas Wiese (parteilos).

### Wappen
Der Entwurf des Kommunalwappens der ehemals selbstständigen Gemeinde Winzenburg stammt von dem Heraldiker und Wappenmaler Gustav Völker, der sämtliche Wappen in der Region Hannover entworfen hat. Der Gemeinde wurde das Ortswappen am 4. Januar 1929 durch das Preußische Staatsministerium verliehen. Der Landrat aus Alfeld überreichte es am 24. Januar desselben Jahres.
| Wappen von Winzenburg | Blasonierung: „Auf Rot ein goldener Sparren, begleitet oben von zwei silbernen sechszackigen Sternen und unten von einem abwärts gekehrten silbernen Halbmond.“ |
| Wappen von Winzenburg | Wappenbegründung: Das Wappen ist das seinem Ursprung nach dunkle, bis ins 19. Jahrhundert geführte Wappen des alten stifthildesheimischen Amtes Winzenburg.     |

## Wirtschaft und Infrastruktur
Wirtschaft

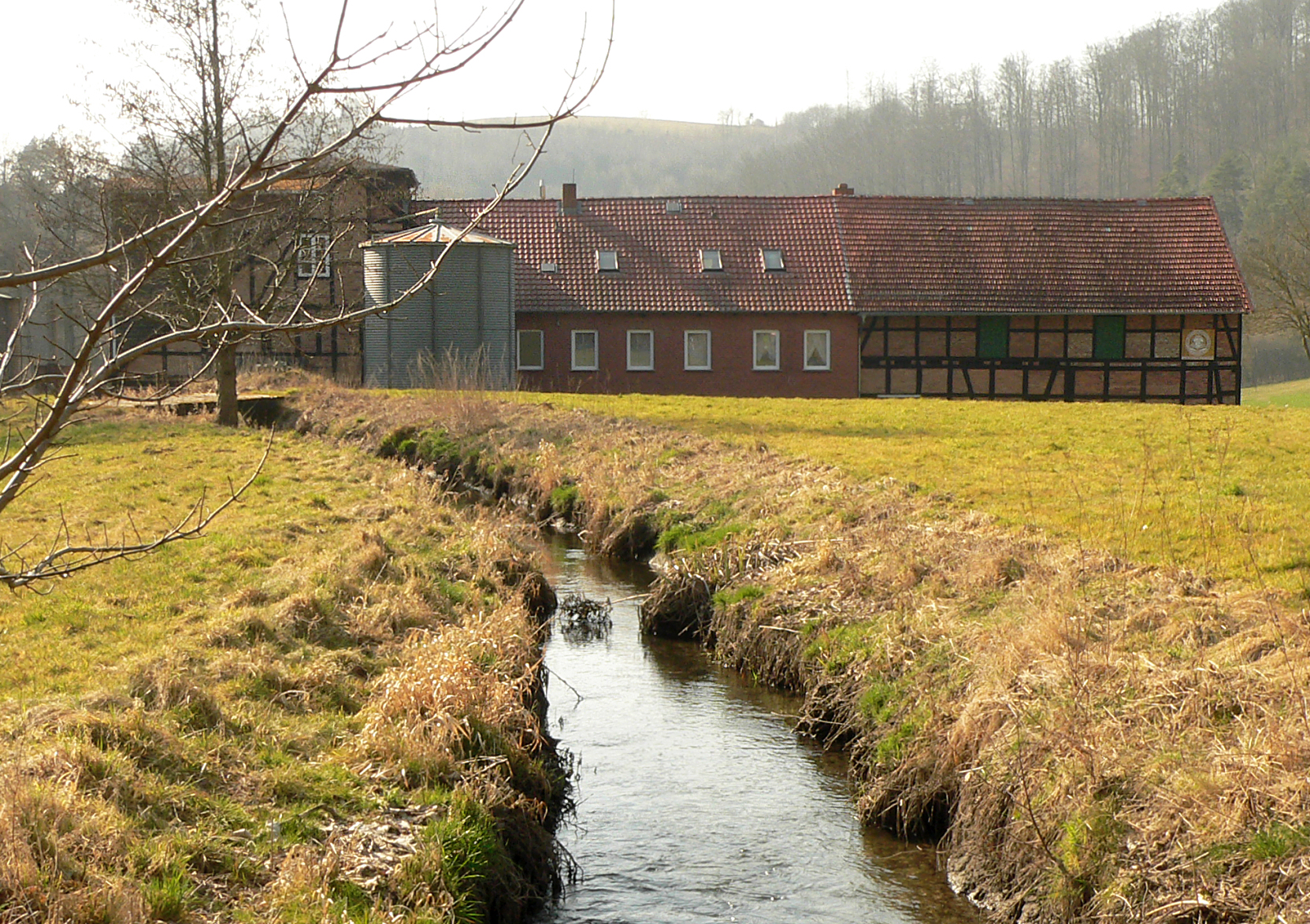
Die Teichmühle am Winzenburger Bach

Im Ort gibt es mehrere Alten- und Pflegeheime. Außerhalb der Ortslage in Richtung Freden liegt am Winzenburger Bach die historische Teichmühle, die noch heute gewerblich betrieben wird.
Verkehr
Winzenburg ist über die Bundesstraße 64, die südlich der Gemeinde durch Bad Gandersheim führt, an das Straßennetz angeschlossen. Die nächstgelegenen Bahnhöfe befinden sich in Freden (Leine) und Alfeld (Leine).

## Kultur und Sehenswürdigkeiten

### Kirche

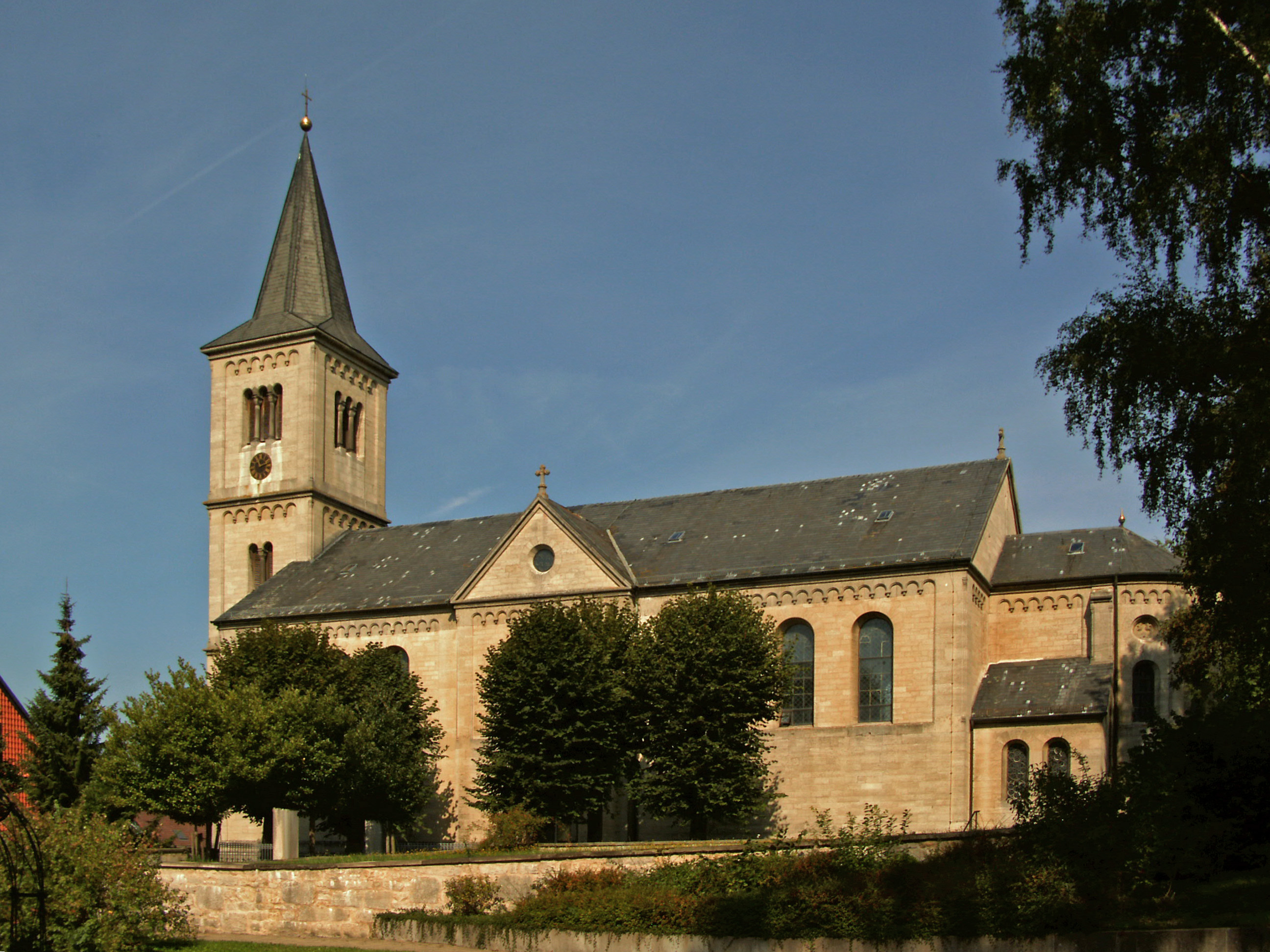
Kirche

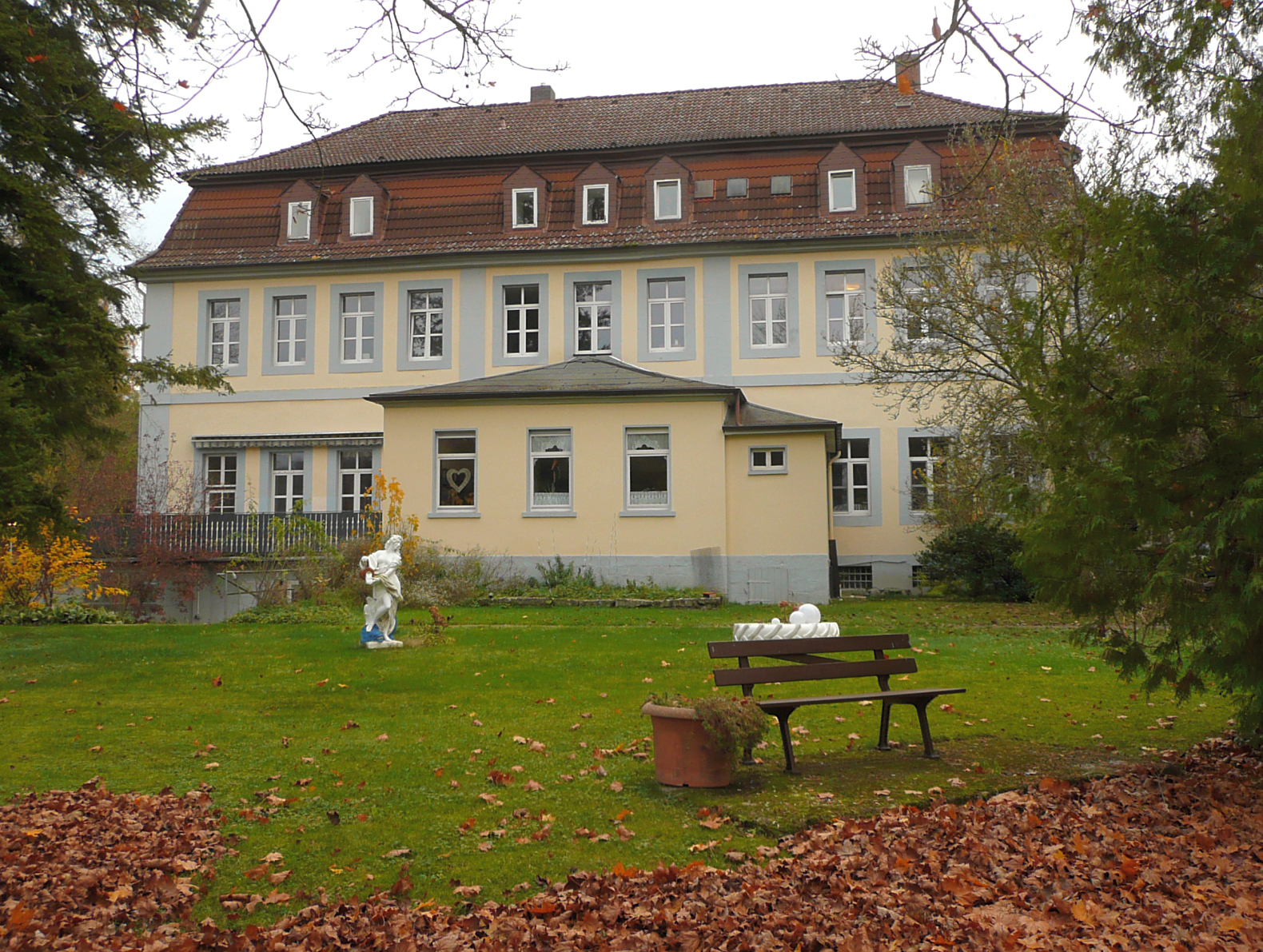
Früheres Herrenhaus

Seit 1861 befindet sich in Winzenburg die katholische Kirche St.-Mariä-Geburt, seit dem 1. November 2006 als Filialkirche der Pfarrgemeinde St. Marien in Alfeld. Die Kirche an der Lamspringer Straße mit ihrem weithin sichtbaren Westturm wurde 1857–61 nach Plänen von H. W. H. Mithoff im neoromanischen Stil erbaut. Statt eines Querschiffes hat sie Risalite mit Giebeln. Die Ausmalung stammt vom Ende des 19. und vom Anfang des 20. Jahrhunderts. Südlich der Kirche befinden sich vier reich verzierte Fronleichnamsaltäre aus der Zeit um 1750.

### Apenteichquellen bei Winzenburg
Die Apenteichquellen wurden bereits in der Bronzezeit verehrt. Es wurden aus dieser Zeit viele Opfergaben gefunden.

### Befestigungsanlagen
Oberhalb des Ortes auf einem Bergsporn des Sackwaldes liegen die Ruine der Burg Winzenburg und der Ringwall Gartenkamp. Weitere Befestigungsanlagen auf den Höhenzügen der näheren Umgebung sind die Wallanlagen Dörhai, Tiebenburg, Ohlenburg, Läsekenburg und Hohe Schanze. Ein Tal zwischen Wallburgen heißt Römergrund.

### Wanderwege und Fernwanderwege
Durch den südlichen Sackwald bei Winzenburg führen zahlreiche Wanderwege und Fernwanderwege. Der Europäische Fernwanderweg E11 (Niederlande-Estland), der Königsweg (Brüggen-Werla), der Jacobsweg (Via Scandinavia Fehmarn-Göttingen) und der historische Kurierweg Hildesheim – Winzenburg (Rennstieg). Wanderparkplätze und gut ausgezeichnete Wanderwege laden zum Wandern ein.

## Persönlichkeiten

### Söhne und Töchter des Ortes
- Sophie von Winzenburg (1105–1160), erste Markgräfin von Brandenburg
- Karl Rasch (1854–1931), Präsident der Oberlandesgerichte Marienwerder und Celle
- Werner Kunze (1909–1986), Verwaltungsbeamter und Politiker (SPD)

### Personen, die mit dem Ort in Verbindung stehen
- Bruno von Hildesheim († 1161), Bischof von Hildesheim (1153–1161), baute in Winzenburg einen hohen Turm und eine bischöfliche Burg
- Johann Caspar Käse (1705–1756), Hofbildhauer im Rokoko, schuf eine Holzfigur in der Winzenburger Kirche
- Wilhelm Mithoff (1811–1886), Architekt, „Kunstschriftsteller“ und Zeichner, Erbauer der römisch-katholischen Kirche St.-Mariä-Geburt